# Adalbero II. (Basel)

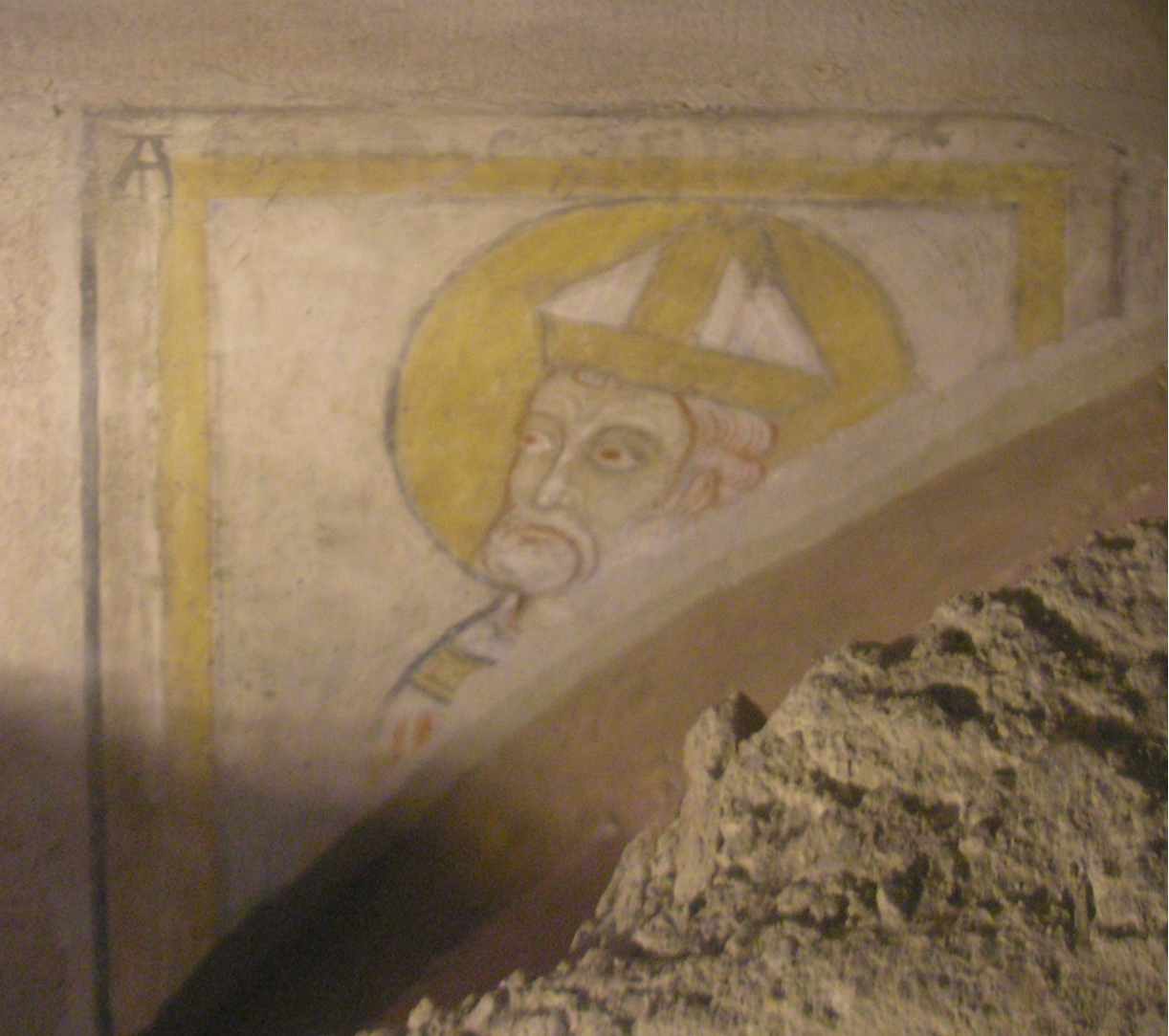
Bischof Adalbero II., Wandmalerei von 1202 im Basler Münster

Adalbero II. († 12. Mai 1025 in Basel) war zu Beginn des 11. Jahrhunderts Bischof in Basel.

## Leben
Adalberto II. wird erstmals erwähnt, als König Rudolf III. von Burgund ihm die Abtei Moutier-Grandval mit all ihren Gütern übergab. Dies bezeichnet zugleich die Geburtsstunde des späteren Fürstbistums Basel.
Adalbero war der erste Bischof in Basel, der Münzen prägte. Zahlreiche Prägungen aus dieser Zeit tragen seinen Namen. Am 11. Oktober 1019 weihte er in Gegenwart von Kaiser Heinrich II. die während seiner Amtszeit neu erbaute Bischofskirche. Dieser Vorgängerbau des heutigen Basler Münsters wird seit dem 20. Jahrhundert meist  „Heinrichsmünster“, seltener „Adalbero-Dom“ genannt. Bereits 1004 hatte Adalbero von Heinrich II. das Jagdregal in der elsässischen Hard und vier Jahre später auch im Breisgau (1008) erhalten.
Adalbero II. verstarb 1025 knapp ein Jahr nach Kaiser Heinrich II. Nach seinem Tod setzte König Konrad II. den Bischof Ulrich II. als einen Mann seiner Gunst als Bischof von Basel ein. Adalbero II. wurde in der hinteren Krypta des Basler Münsters beigesetzt.

## Erwähnung durch Columban Reble
Gemäß Columban Reble war Adalbero aus dem Geschlecht derer von Wildenstein, war zunächst im Konvent St. Blasien und wurde als Abt in das Kloster Lüneburg berufen. Danach wurde er Bischof zu Basel. Am Schluss seines Berichts schreibt er das sich in Lüneburg wohl keine Aufzeichnungen mehr finden lassen die das bestätigen könnten.